# Pilar Gascón
Pilar Gascón Pueyo (Huesca, 11 de octubre de 1900 - Zaragoza, 24 de junio de 1930) fue una jotera española. 

## Trayectoria
Su familia era de Zaragoza, donde se crio. A los 8 años su familia se trasladó a Buenos Aires (Argentina), donde se formó como jotera con Juanito Pardo y María Blasco, joteros que también residían en la capital argentina. Con 14 años regresó a Zaragoza, donde continuó su formación con Miguel Asso.
Alcanzó gran fama en toda España, junto a Justo Royo, sobre todo tras el acompañamiento de la proyección de Nobleza Baturra. Después, en 1930, marcharon también a Buenos Aires donde se estrenó la película. Al poco tiempo desarrolló una grave enfermedad que le hizo volver a España, donde falleció.

## Reconocimientos
Ganó el Primer Premio del Certamen Oficial en 1915, 1919 y 1925 y el Premio Extraordinario en 1929.